# Mỡ gấu

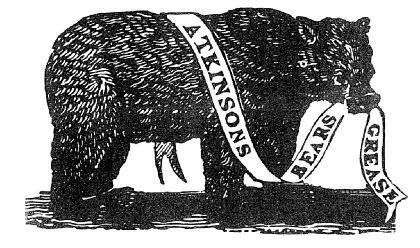
Logo của Atkinsons of London, khoảng năm 1830

Mỡ gấu là một phương pháp điều trị phổ biến cho những người đàn ông bị rụng tóc từ ít nhất là vào năm 1653 cho đến Thế chiến thứ nhất. Huyền thoại về hiệu quả của nó dựa trên niềm tin rằng vì gấu rất nhiều lông, chất béo của chúng sẽ hỗ trợ sự phát triển của tóc ở người. Nicholas Culpeper, nhà thực vật học và thảo dược học người Anh đã viết vào năm 1653, trong Thư viện Bác sĩ của ông, "Mỡ gấu làm dừng lại việc rụng tóc." Hildegard von Bingen, một nhà huyền bí Dòng Biển Đức, người phụ nữ của các chữ cái, cũng khuyến nghị sử dụng chất này trong Physica của bà (lặp đi lặp lại trong cuốn Causae et Curae của bà). Một số công ty mỹ phẩm đã bán mỡ gấu và đó là nhãn hiệu của Atkinsons of London, người đã bán "Bears Greas Pomade".